# Jock (entreprise)
Jock est une entreprise familiale basée à Bordeaux et fondée en 1938 par Raymond Boulesque rue Bergeret, dans le quartier des Capucins.

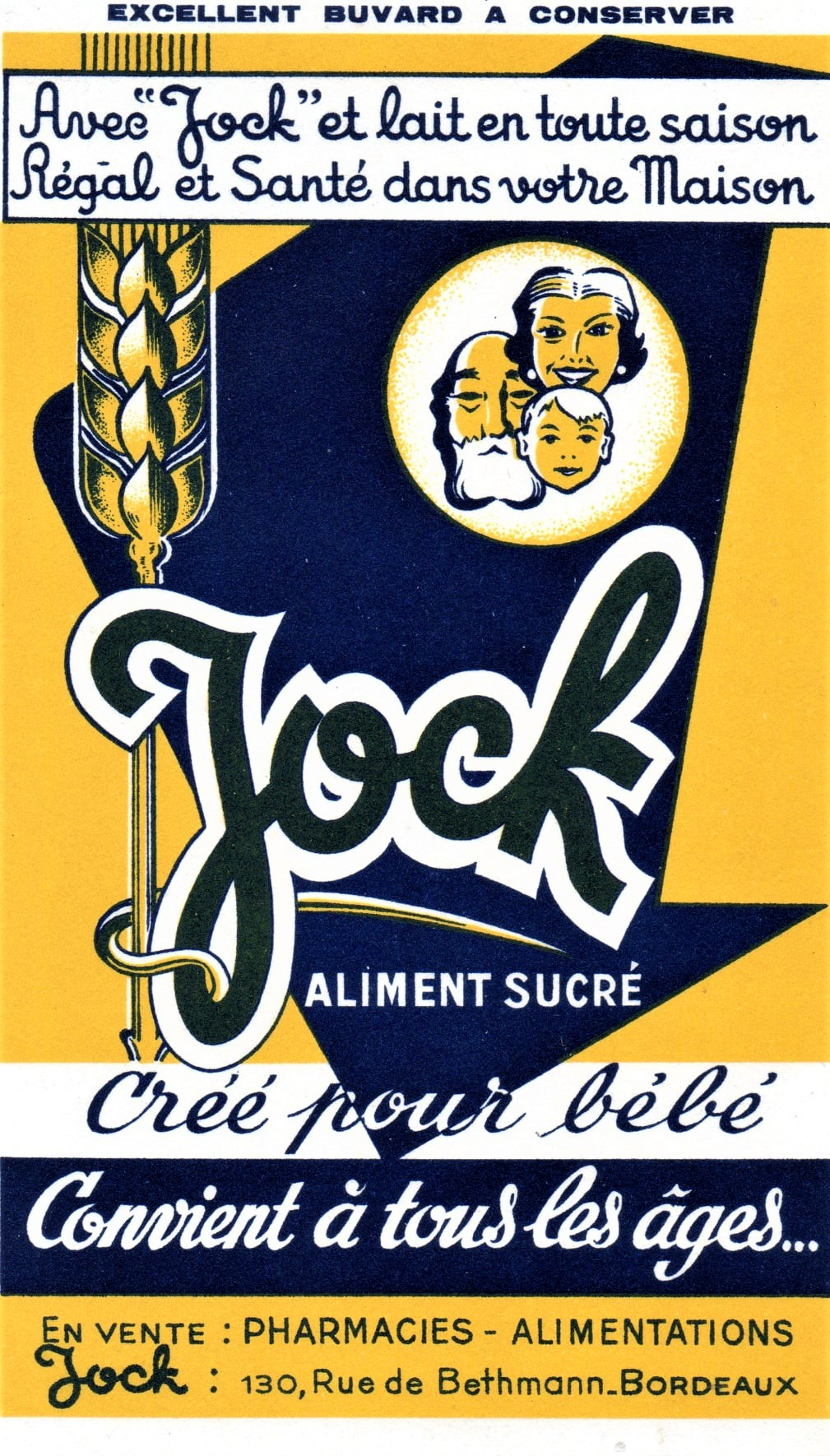

Son produit phare est la crème Jock, une crème parfumée à la vanille à base de céréales et allégée en sucre,. Initialement vendue en pharmacie, la crème Jock rejoint les étagères des épiciers après la Libération.
En 1999, l'entreprise déménage du centre-ville vers les bords de Garonne et investit l'ancienne adresse de la Grande Huilerie bordelaise (fabriquant de la Végétaline) quai de Brazza, dans le quartier de La Bastide.
Afin d’accélérer sa croissance, la société ouvre en 2011 son capital à la Société générale et à plusieurs filiales du Crédit agricole.
Tout comme Cacolac, Vinaigre Tête Noire ou encore Marie Brizard, la marque est emblématique de la région bordelaise. Son nom est, de façon humoristique, proposé lors d'un sondage par le journal Sud Ouest à l'occasion du naming du nouveau stade de Bordeaux.